# Hamppuleiviskä
Hamppuleiviskä  is een Zweeds eiland behorend tot de Haparanda-archipel. Het eiland ligt aan de monding van de Torne, vierenhalve kilometer ten zuiden van de plaats Haparanda. Het eiland heeft geen oeververbinding en heeft een aantal overnachtingplaatsen. Hamppuleiviskä is in het noorden door een nauwe zeestraat gescheiden van Tirro. Het eiland wordt genoemd in een zalmverdrag tussen Zweden en Finland, men mocht alleen met speciale netten vissen tussen dit eiland en Tervakari, de zalm moest een vrije doortocht hebben.